# Тушналы
Тушналы (мар. Тышнал) — деревня в Горномарийском районе Марий Эл Российской Федерации. Входит в состав Виловатовского сельского поселения.
Численность населения — 109 чел. (2010 год).

## География
Располагается в 5,5 км от административного центра сельского поселения — села Виловатово.

## История
Впервые выселок Тушнал упоминается в 1795 году. В 1930 году в деревне был организован колхоз «Правда»..

## Население
| 2002 | 2010 |
| ---- | ---- |
| 133  | ↘109 |

## Известные уроженцы
Саканов Евстафий Фёдорович (1920—2004) — горномарийский советский государственный, партийный и административный деятель. Второй, первый секретарь Горномарийского райкома КПСС (1956—1962), председатель Горномарийского райисполкома Марийской АССР (1962—1968). Заведующий организационным отделом Президиума Верховного Совета Марийской АССР (1970—1987). Делегат XXIII съезда КПСС (1966). Участник Великой Отечественной войны. Член ВКП(б) с 1943 года.